# Charles Hart
Charles Hart (Londra, 3 giugno 1961) è un paroliere britannico.

## Biografia
Dopo gli studi al Robinson College di Cambridge e alla Guildhall School of Music and Drama, Hart ha ottenuto un grande successo nel 1986 come paroliere del musical di Andrew Lloyd Webber The Phantom of the Opera. Il musical si rivelò un enorme successo di pubblico e critica, rimanendo in scena a Broadway e Londra per oltre trent'anni; i testi della colonna sonora di The Phantom of the Opera gli valsero una candidatura al Tony Award. Successivamente, Hart collaborò nuovamente con Andrew Lloyd Webber come paroliere del musical Aspects of Love (1989) e Love Never Dies (2010). Nel 2006 ha collaborato nuovamente con Andrew Lloyd Webber, scrivendo i testi della canzone "Learn To Be Lonely" per la colonna sonora del film Il fantasma dell'Opera, che gli valse una nomination all'Oscar alla migliore canzone.